# ヴァン・ヘルシング Darkness Blood
『ヴァン・ヘルシング Darkness Blood』は、作:河田雄志、画:行徒による日本の漫画作品。

## 概要
伝説のヴァンパイアハンター、ヴァン・ヘルシングとヴァンパイア達との死闘を、美麗な絵柄で描いた作品。
2012年、『スーパージャンプ増刊・ガールズジャンプ』（集英社）に掲載された読み切り作品『Darkness Blood』を下敷きとして、『ジャンプ改』（同社刊）同年12月号より連載開始。雑誌の休刊に伴いウェブコミックとして同社の『となりのヤングジャンプ』に移籍、同サイトで『ジャンプ改』掲載分の第18話までと、『週刊ヤングジャンプ』（同社刊）2015年16号掲載分の特別編を再公開した後、2015年6月から新エピソードを連載し9月29日更新分の第24話で完結した。

## あらすじ
闇がそこにある限り、か弱き人々のため、人類に仇なすものと永遠に戦うことを誓ったヴァンパイアハンター ヴァン・ヘルシング。過酷な宿命を背負って生きる彼は、相棒ヴォルフと共にヴァンパイアと壮絶な死闘を繰り広げていた。しかし恐るべき力を秘めたヴァンパイアシビルがヘルシングの前に立ちはだかり、また神の敵を滅ぼさんとするテンプル騎士団がヘルシング排除を画策して動き出す。望まずして三つ巴の争いに巻き込まれたヘルシングであったが、仲間を思うテンプル騎士団員ヒルダから助力を請われたことで、自ら戦いの渦中へ飛び込むことを決意する。

## 主な登場人物

### 主要人物
ヴァン・ヘルシング
黒ずくめの装いをした長髪の男性。35歳。過去にヴァンパイアのコロニーを幾つも滅ぼし、ヴァンパイアの天敵として恐れられる、凄腕のヴァンパイアハンター。
熊に例えられる腕力と、ヴァンパイアの攻撃を何度受けても立ち上がる耐久力、如何なる不利な戦況からでも立ち直る不屈の精神力を持ち、ヴァンパイアの吸血攻撃や精神干渉攻撃を無効化することさえある。語り継がれるあまりの強さに、「人々の空想の産物ではないか」と噂されるほど。しかし本人はそういった超常的な能力を振るうことを拒み、人間の持つ「知恵」と「勇気」だけで闇を討つことを信条としている。ヴァンパイアに対しては非情を貫き一切の容赦を見せないが、ヴァンパイア以外の生物の命を奪うことは極力避ける傾向にある。
銀製のサーベルや銀製の針、聖水で清めたワイヤーなど様々な対ヴァンパイア用武器を常に携行している他、新兵器の開発にも余念はなく、いかなる人間であろうと真に心を開くことなく疑うなど観察力に長け、周囲の状況を即座に利用して罠を仕掛け、時には話術をも駆使するなど、あらゆる手段でヴァンパイアを葬り去る。また東方の国ジパングに造詣が深く、忍者の技術を披露することもある。止めの決め台詞は「チェックメイトだ」。
時に好色家とも受け取れる発言をすることもあるが、その発言の裏には別の思惑がある、と相棒のヴォルフからは見抜かれている。 若かりし頃は大学の同級生であるクリスティーナという女性を愛していたが、15年前の事故で亡くしている。ヴァンパイアハンターとなった直接の理由については不明だが、時期的にはクリスティーナの死が契機となっていると思われ、さらに自身の過去を知る者との接触を極力避けようとするなど、その青春時代はヘルシングの心に深い傷を残している。
その正体は神、天使、あるいは始祖の愛娘と人間の男の間に生まれた混血児とも言われ、人として生きてほしいと願った母親が封印を施したことで、その願い通り人間としての心と体を手に入れることができたのだという。その後、自らの肉体を犠牲にした母によってヴァンパイアの滅ぼし方を解明し、またその恐るべき生命力は、傷つくたびにヴォルフから狼男の血を与えられて獲得したことが示唆されている。しかしそれらが真実かどうかはさだかではなく、闇深い過酷な人生を生きてきたこと以外の来歴は謎に包まれている。
ヴォルフ・カーン
ヘルシングの相棒。全身に傷跡を持つ筋肉質な大男。左目を眼帯で隠している。
ヴァンパイアに匹敵する怪力の持ち主。鍛冶師としても優秀な腕前を持つ。ヘルシングとは殴り合いのケンカに及ぶこともあるが、一方で一見無謀なヘルシングの作戦にも手を貸したり、瀕死に陥ったヘルシングを本気で心配したりするなど、固い絆で結ばれている。
人狼族の血を引いており、満月の晩に左目を開放することで半人半獣の姿に変身し、身体能力を飛躍的に強化することができる。しかしその姿は、一般的な狼男のイメージからもかけ離れた異形であり、また人間の言葉をしゃべることができなくなる・運が悪ければ元の姿に戻れなくなるなどリスクも大きいため、この能力の使用を自ら禁じている。
16年前、娘が生まれたことを機にハンター業から足を洗い、最愛の妻を亡くしてからは男手一つで娘を育ててきた。しかし娘が危機に見舞われたことで、再びヘルシングと共にヴァンパイアとの戦いに身を投じることになる。

### テンプル騎士団
神の名の下に人外の者を討伐する集団。しかし裏ではきな臭い噂も流れているという。20年前に吸血鬼との戦いで壊滅的な被害を受けたため、自らの権威を広めるべく、邪魔な存在であるヘルシングを敵視している。メンバーはいずれも、幼いころから医術や魔術による肉体強化を施され、中には特殊な能力に目覚めた者もいる。作中に登場するのは以下の5名だが、他にもいくつかのチームが存在していることが語られている。
ジーク
チームの隊長を務める壮年男性。20年前、父のように慕っていた当時の司祭をヴァンパイアに惨殺され、その仇を現在も追い続けている。戦闘ではハルバードによる近接攻撃を担当する。
仇である吸血鬼シビルには愛憎入り交じった感情を今でも抱いており、その気持ちにヘルシングは希望を見出す。
ヒルダ・モンターニャ
ジークの部下の若き女性。17歳。本作のヒロイン的存在。
彼女にとってチームの仲間だけが家族であり、チームを想う気持ちが強いあまりに、ジークの命令に背いてしまうことが度々ある。戦闘ではクロスボウによる遠距離攻撃を担当する。
無謀な戦いに赴く仲間たちの身を案じ、敵対関係にあったヘルシングへと気持ちを打ち明け、必死に助力を求める。そのまっすぐで献身的な姿勢にはヘルシングも心打たれ、幾度となくテンプル騎士団に助力すべく危険な戦いに身を投じることになる。また自らの身をヘルシングに委ねることを示唆する発言もあり、戦いに破れて傷つき倒れたヘルシングが彼女との平穏な未来を思い描くなど、本作の最終章において重要な役割を果たす。
ニース
ジークの部下の青年。ややプライドが高く、チームメンバー以外には高圧的な態度をとる。戦闘では刀による近接攻撃を担当する他、爆薬を使用する場面もある。
イアン・ブルック
ジークの部下の少年。年齢相応に臆病なところもあるが素直で優しい性格。炎を操る「突然変異（ミュータント）」の力を持つ。
ヘルシングとの初対面時に贈られた楽器に対し、当初は嫌悪を抱いていたが、後にその楽器はイアンを象徴するアイテムとして登場することになる。
アニス
ジークの部下の少女。無口で無表情。念動力を操り、2,3秒だけではあるが対象の動きを封じることができる。またヘルシングの擬態術をいち早く見抜く場面もある。ジークのチームの切り札、人類の希望と呼ばれる存在。

### ヴァンパイア
夜と共に現れ、人を襲い生き血をすするという人外の存在。不死の肉体に怪力を宿し、吸血した相手をヴァンパイアやアンデッドに変えてしまうことができる。更に強力な「純血種」や、「始祖」に近い血を与えられた者などは、特殊な能力を操ることもある。太陽光・聖水・ニンニク・銀製の武器などが弱点。作中ではほぼ一貫して「ヴァンパイア」と呼ばれているが、物語序盤のみ「吸血鬼」の呼称が使われていた。
マルク
ある村の教会に神父として潜み、修道女イリーナを従えて人々を襲っていたヴァンパイア。
ヘルシングの存在を所詮は伝説と断じ、イリーナを滅ぼされるもヘルシングの戦術のことごとくを看破して彼を追い詰めた。しかし次々繰り出される戦術を前に、ヘルシングが最初に逃した犠牲者の少女と、わざと見せつけた拘束用の隠し武器を失念。勝ち誇り油断した隙に身動きを封じられ、ヘルシングが時間を稼いだことで駆けつけた群衆により滅ぼされた。
火傷顔のヴァンパイア（仮称）
5年前にヘルシングに敗れ去るも、かろうじて井戸へ逃げ込み絶命を免れたヴァンパイア。傷が癒えたことで再びヘルシングを襲撃する。
長時間に及ぶ戦いの末に神経毒を持つ牙を突き立て、ヘルシングをアンデッドとして永遠に従えようと画策する。しかしヘルシングがアンデッドになることはなく、驚愕と絶望の内に滅ぼされた。
洋館のヴァンパイア（仮称）
村人に生贄を要求し、二年前には20人の傭兵を惨殺するなどの恐るべきヴァンパイア。
妹が生贄にされることを防ごうとする青年ザックの依頼を受けたヘルシングと対決し、一度はヘルシングを撤退に追い込み、ザックを人質に取る。
クリスティーナ
かつてヘルシングが愛した人間の女性。好きな花はダリア。
15年前に転落事故で命を落としたと思われていたが、実際には死の間際に男性ヴァンパイア・ラドルフの手によってヴァンパイアとなり、生きながらえていた。しかしその精神性はヘルシングの知る彼女とは大きく異なっており、ヘルシングを自らの手で始末することを望んでいる。
デメラル
「始祖」に近い血を与えられた男性ヴァンパイア。ヴォルフの娘を人質として利用するなど、リスクの少ないスマートな狩りを信条としている。
相手の思念を読み取る能力を使い、ヘルシングの襲撃を一度は退けたほどの実力を持つ。彼を滅ぼすため、ヘルシングはヴォルフの助けを借りて新兵器を開発する。
クライブ
とある施設で暮らす神父。幾人もの孤児を引き取って育てていたが、その正体は処女の血を好むヴァンパイアであり、孤児が18歳になると外界に巣立ったと見せかけて血を吸い殺していた。
犠牲者の骸は地下に埋められており、アンデッドとして一度に多数使役することでヘルシングを追い詰めた。
シュナイド
青年の姿をしたヴァンパイア。ある村で医師を務めている。
元は人間の医師だったが、30年前に女性ヴァンパイア・サフィーネに故郷の村を襲われた際、村を見逃してもらう代わりにヴァンパイアとなる事を承諾した。しかし約束に反して村を滅ぼされたことで、サフィーネの下から逃げ出した。
物語の時点では今住んでいる村の大人達には素性を打ち明け、診察料の代わりに少しずつ採血させてもらうことで糧を得ていた。人柄の良さ故に村人達からは慕われているが、当初は誤解からヘルシングと対決する。その後、村を守るために我が身を犠牲にしてサフィーネを滅ぼそうとしたことで、ヘルシングと和解に至った。
医術の技量も確かで、他の医師が匙を投げたヘルシングの病状に対しても、一晩で答えを出してみせた。
サフィーネ
30年前にシュナイドを襲い、約束を反故にして彼の故郷を滅ぼした女性ヴァンパイア。
シュナイドの天才的医学知識に目をつけ、太陽を克服する方法を研究させるために彼をヴァンパイアとした。しかし彼の執着心を無くそうと約束を反故にして故郷を滅ぼしたため、離反されてしまう。
シュナイドの才能を高く評価する一方、もし彼が人間と交わった場合その子供がヴァンパイアを凌駕する恐るべき存在となることを警戒し、再びシュナイドを襲撃。シュナイドを退治するため村に滞在していたヘルシングと対決する。二人の男性ヴァンパイアを従え、自身もヘルシングやヴォルフを一撃で戦闘不能に追い込むほどの攻撃力を持つ。
シスター（仮称）
ある修道院に潜伏し、夜な夜な修道女たちを襲っていたヴァンパイア。ヘルシングは「力は弱いが頭が切れるタイプ」と称した。
優れた知略で完璧にシスターに擬態しており、彼女を疑うヘルシングをヴォルフが咎めるほどに見事な振る舞いで調査を掻い潜る。さらに吸血した他の修道女を囮にして状況を切り抜けようとするも、正体を見抜いていたヘルシングによって滅ぼされる。しかしヘルシングの誰も愛さない在り方は、ヴォルフの心に暗い影を落とした。
幻術使い（仮称）
テンプル騎士団が討伐対象としたヴァンパイア。幻術によりニース、イアン、ジークを虜にし、ヒルダを含めて仲間同士で殺し合わせようとする残忍な性格。
幻術は「愛する者の幻に囚われ、その者に声をかけられない限り操られる」というものだったが、ヒルダの窮地へ現れたヘルシングには通用しなかった。しかしその最期にヘルシングへ死の呪いをかけ、ヘルシングを苦しめる。だがこの戦いを経て、ヴォルフは「ヘルシングが人類の味方である」という事に救いを見出す。
キング・ストンのヴァンパイア（仮称）
純血種のヴァンパイア。オスのライオンを思わせる風貌で、左腕に鎖鉄球を繋いでいる。イギリス南東部にあるキング・ストン近郊の城に居を構えている。
特殊な能力を使わず、肉弾戦を好む狂戦士。並のヴァンパイアとは一線を画す巨体と戦闘力を誇り、50数名の武装兵やジークのチームを壊滅寸前に追い込むほど。かつてのヘルシングも奇襲で一太刀浴びせることしかできず、15年を経た今でもヘルシングが変異したヴォルフと共に戦ってやっと互角という恐るべき強さを持つ。
15年前、駆け出しだった頃のヘルシングと戦い勝利したものの、その戦いで左腕を失ったことを恥じ、戒めのために長い眠りについていた。殺したと思っていたヘルシングが生き延びていたことを知って彼との対決を望み、軍隊を襲撃して彼を誘き出そうと画策。現れたテンプル騎士団を蹂躙した後、その窮地に駆けつけたヘルシングと再戦する。
シビル
少女の姿をしたヴァンパイア。純血種のヴァンパイアさえ超える強大な力の持ち主。
かつてテンプル騎士団の中でも最強と謳われた能力者だったが、20年前に突然裏切って部隊を全滅させ、騎士団本部を襲撃し壊滅に追い込んだという過去がある。ジークにとっては、司祭を殺害した仇敵であると同時に、幼少期から家族として慕っていた存在でもある。
騎士団在籍時代に与えられた最強の力に、ヴァンパイアとしての力を併せ持ち、アニス以上に強力な念動力と、瞬間移動と見紛う移動術を操る。「始祖」一族の打倒を最終目標として、物語を通じてマスターに付き従い暗躍する。
最終決戦ではヒルダの懇願を受けて駆けつけたヘルシングと対決。人間の「知恵」と「勇気」を駆使した戦いに恐怖する。
マスター
美しい青年の姿をしたヴァンパイア。純血種であり、多対一とはいえヘルシングを打ち負かすほどの実力を誇る。
物語を通じてシビルを従え暗躍を繰り返していたが、その目的は「始祖」一族の打倒であり、味方となりうる強力なヴァンパイアを増やすことを目的としたものだった。人間に対しても寛容だが、それはあくまで「ヴァンパイアとなって共に始祖と戦うならば」であり、人間そのものには価値を見出していない。そのためヘルシングとは最終局面で対立することになる。
始祖
名前のみの登場。純血種を凌ぐ、神にすら匹敵すると言われる恐るべき力を秘めたヴァンパイア。同等の強さを持つ一族を率いてヴァンパイアの上に君臨しており、かつては自分たちの天敵である人狼族を滅ぼした。しかしその存在を知る者は少ない。

### その他の人物
道具屋のオヤジ
本名不明。ヘルシングが懇意にしている道具屋の店主。禿頭に口髭を生やした小男。
常にヘルシングのことを気にかけ、世界各地で仕入れた様々な品を提供している。カラスを使役し情報収集に役立てている。ヴォルフからは胡散臭く思われているが、ヘルシングからは強く信頼されている。
ダニエラ
ヴォルフの一人娘。16歳。「気立てのいい子に育ってくれた」とはヴォルフの談。傷つき倒れたヘルシングを献身的に看病した。彼女の存在から、ヘルシングは新たな武器の着想を得、ヴォルフに製作を依頼する。

バークリー市長
ヴァンパイアに与する人間。初老の男性。
孤児や犯罪者など、町から消えてもわからない人間をヴァンパイアへ食料として提供し、見返りとして自らを脅かす人間を抹殺してもらっている。いずれヴァンパイアに見限られることを想定し、対抗するためにヘルシングの持つ武器を手に入れようと画策する。
ファットマン・B・ドンキー
気弱で臆病だがガッツを秘めた青年。23歳。とある村で両親と妹と共に暮らしている。
村に潜んでいたヴァンパイアに対し、当初は敵対する姿勢を見せていなかったが、ヘルシングの激励により村を守る決意を固める。ヴァンパイアとの戦いではヴォルフの鍛えた装備を身につけ、二体のヴァンパイアを滅ぼしている。しかし村人たちはヴァンパイアと戦った彼を受け入れることはなかった。
物語終盤の最終決戦にも、ヘルシングの呼びかけに応じて登場。コンプレックスを受け入れ前向きに生きるその姿を、ヘルシングは「勇者」「勝利の象徴」と讃えた。またその戦闘において、怒りに飲まれ暴走しかけたヘルシングを正気に戻すという活躍を見せた。

## 書誌情報
- 河田雄志（原作）・行徒（作画）『ヴァン・ヘルシング Darkness Blood』集英社〈ヤングジャンプ・コミックス〉、全3巻
  1. 2013年12月15日初版発行、2013年12月10日発売 ISBN 978-4-08-879732-8
  2. 2014年8月13日初版発行、2014年8月8日発売 ISBN 978-4-08-890022-3
  3. 2016年2月24日初版発行、2016年2月19日発売 ISBN 978-4-08-890354-5